# Isabelle Cornish
Isabelle Cornish (n. 22 de julio de 1994) es una actriz australiana. Es conocida por sus papeles televisivos, particularmente en Puberty Blues y Home and Away, y Crystal en la serie de televisión estadounidense Inhumans del 2017.

## Biografía
Es hija de Barry Cornish, un administrador de un negocio de reciclaje y de Shelley Cornish, una fotógrafa. Ella asistió a la Escuela Hunter de Artes Escénicas.
Tiene tres hermanos y una hermana mayor: Zac Cornigh y la actriz Abbie Cornish.

## Carrera

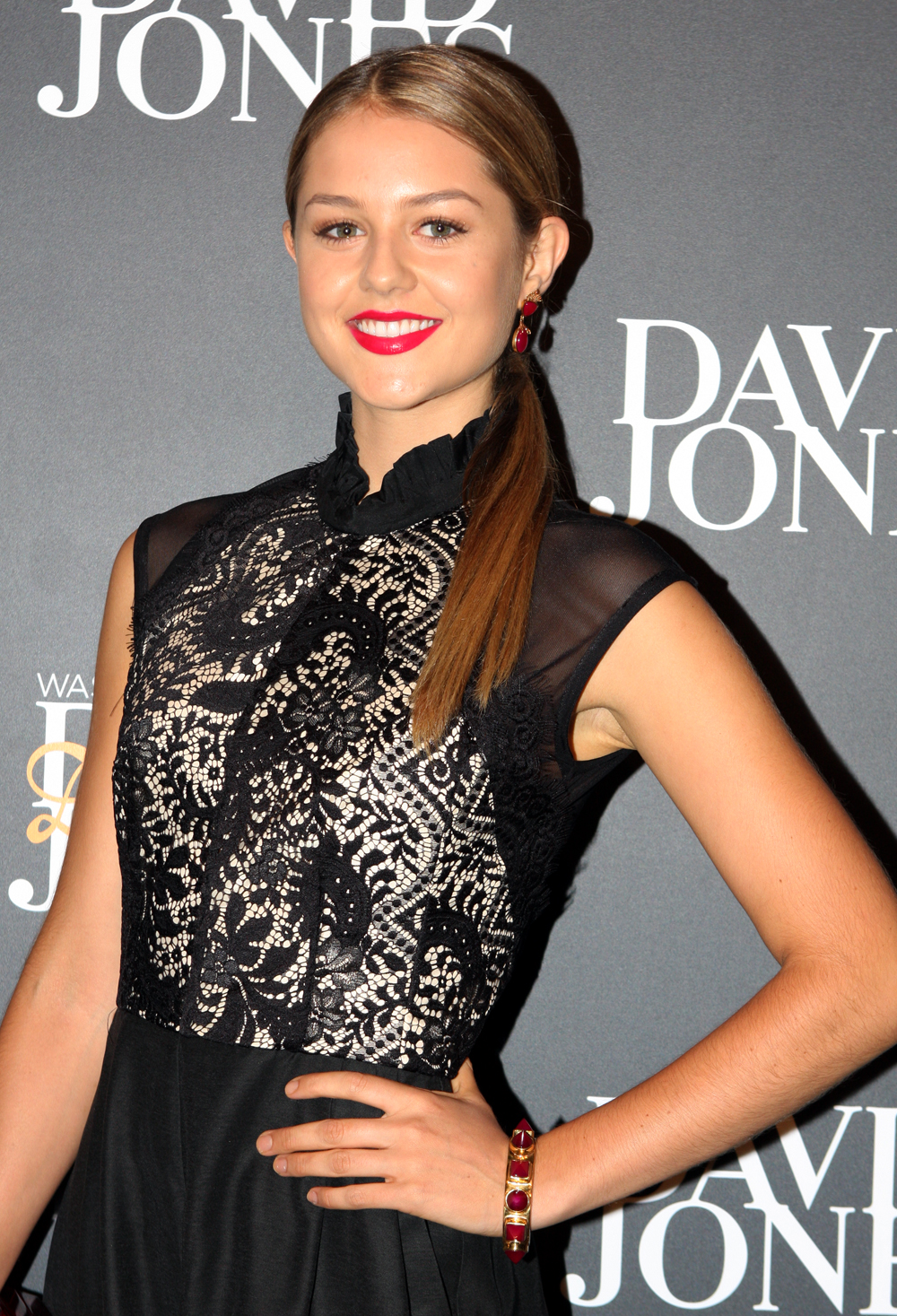
Isabelle Cornish en la pasarela de David Jones para la temporada otoño/invierno 2013. Diseño por Lover.

En el 2011 apareció por primera vez en la televisión donde interpretó a Lily Regan, una limpiadora de ventanas en la serie policíaca Rescue Special Ops.
El 6 de marzo de 2012 se unió al elenco recurrente de la exitosa serie australiana Home and Away donde interpretó a la estudiante Christy Clarke, hasta el 20 de marzo del mismo año. A su llegada Christy se hace enemiga de Sasha Bezmel y comienza a intimidarla, al culparla de la muerte de Stu, sin embargo cuando Gina Austin descubre un video de Christy intimidando a Sasha decide expulsarla de la escuela.
En marzo del mismo año se unió al elenco de la serie Puberty Blues donde interpretó a Vicki, hasta el final de la serie en 2014.
A principios de marzo del 2017 se anunció que se había unido al elenco de la nueva serie Marvel's Inhumans donde da vida a Crystal, la hermana menor de la reina Medusa (Serinda Swan).

## Vida personal
Cornish es vegetariana.

## Filmografía

### Series de televisión
| Año         | Título                        | Personaje      | Notas                        |
| ----------- | ----------------------------- | -------------- | ---------------------------- |
| 2021        | SAS Australia: Who Dares Wins | Concursante    | Temporada 2                  |
| 2021        | Nine Perfect Strangers        | Lulu           | Rol Recurrente; 6 episodios  |
| 2017        | Marvel's Inhumans             | Crystal        | Rol Principal; 8 episodios   |
| 2012 - 2014 | Puberty Blues                 | Vicki          | 14 episodios                 |
| 2012        | Dance Academy                 | Elke           | 2 episodios                  |
| 2012        | Home and Away                 | Christy Clarke | 6 episodios                  |
| 2011        | Rescue Special Ops            | Lily Regan     | Episodio: "Secrets and Lies" |

### Películas
| Año  | Título        | Personaje       | Notas                                                               |
| ---- | ------------- | --------------- | ------------------------------------------------------------------- |
| 2012 | Arc           | Sophie          | Junto a Erin Mullally, Alexandra Park, James McFay y Lucas Pittaway |
| 2017 | Australia Day | Chloe Patterson | Película                                                            |